# French Politics, Culture & Society
French Politics, Culture & Society (French Politics and Society de 1984 à 1999) est une revue scientifique à comité de lecture éditée par Berghahn Books (en) et produite par le Conference Group on French Politics & Society (parrainé conjointement par The Minda de Gunzburg Center for European Studies de l'université Harvard et par l'Institut d'études françaises de l'université de New York). 

## Contenu
Cette revue est consacrée à la France moderne et contemporaine du point de vue des sciences, de l'histoire et de l'analyse sociale et culturelle, notamment grâce à l'étude des liens entre la société française et les « expressions culturelles de toutes sortes » (« cultural expression of all sorts ») comme l'art, le cinéma, la littérature ou encore la culture populaire. La revue explore également la relation de la France avec le reste du monde, notamment avec l'Europe, les États-Unis et les anciennes colonies françaises. Le rédacteur en chef est Herrick Chapman.